# Myzostoma cirripedium
Myzostoma cirripedium is een ringworm uit de familie Myzostomatidae.
Myzostoma cirripedium werd in 1885 voor het eerst wetenschappelijk beschreven door Graff.